# La Légende de Baahubali - 1re partie
Série
La Légende de Baahubali - 2e partie
(2017)
Pour plus de détails, voir Fiche technique et Distribution.
La Légende de Baahubali - 1re partie (బాహుబలి) est un film historique épique indien, réalisé par S. S. Rajamouli, sorti en 2015. Il est le premier opus du diptyque Baahubali, suivi de La Légende de Baahubali - 2e partie.
L'histoire du film se déroule au cœur de l'Inde médiévale, autour d'une guerre entre deux cousins qui se disputent le trône du royaume du Mahishmathi.
Le film fut un immense succès commercial et les critiques furent élogieuses. Il est considéré comme l'un des films les plus rentables du cinéma indien,. 

Il remporte de nombreux prix, notamment deux National Film Awards.

## Synopsis
En Inde, la vie du futur héritier au trône du royaume du Mahishmati est menacée par des conspirateurs. Heureusement, sa grand-mère, parvient à le sortir elle-même du palais. Blessée et poursuivie par les gardes, elle arrive jusqu’au pays voisin et meurt noyée juste au moment où le bébé est pris par des villageois.
Vingt-cinq ans plus tard, le jeune prince nommé Shivudu (Prabhas Raju Uppalapati), devient un homme courageux et fort, doté d’une âme noble et généreuse, ignorant tout de ses origines. Un jour, il rencontre Avantika (Tamannaah Bhatia), une jeune guerrière située à la tête d’un groupe de rebelles. Elle fait la guérilla à leurs côtés pour libérer son pays, le royaume du Mahilmati étant tombé sous la coupe du perfide et cruel Bhallaldeva (Rana Daggubati) qui retient la reine Devasena (Anushka Shetty), prisonnière depuis vingt-cinq ans. Amoureux de la jeune femme, Shivudu décide d’embrasser sa cause et son combat.

## Fiche technique
Sauf indication contraire, les informations mentionnées dans cette section peuvent être confirmées par la base de données cinématographiques IMDb,  présente dans la section « Liens externes ».
- Titre : La Légende de Baahubali - 1re partie
- Titre original : బాహుబలి (Bāhubali)
- Titre international : Baahubali: The Beginning
- Réalisation : S. S. Rajamouli
- Scénario : S. S. Rajamouli, K. V. Vijayendra Prasad
- Dialogues : Madhan Karky (version tamoule), Ajay Kumar, C.H. Vijay Kumar (version télougou), Manoj Muntashir (version hindi)
- Direction artistique : Manu Jagadh, Rahul Panchang
- Décors : Sabu Cyril
- Costumes : Rama Rajamouli, Prashanti Tipirineni
- Son : Manoj M. Goswami
- Photographie : Senthil Kumar
- Musique : M.M. Keeravani
- Montage : Vincent Tabaillon (version internationale), Venkateswara Rao Kotagiri
- Production : Prasad Devineni, Shobu Yarlagadda
- Société de production : Arka Mediaworks
- Sociétés de distribution : Ayngaran Video, E Stars Films
- Sociétés d'effets spéciaux : Indian Artists Computer Graphics, Makuta
- Budget de production : 120 000 000 ₹
- Pays d'origine :  Inde
- Langues : Tamoul, télougou, hindi, malayalam
- Format : Couleurs - 1,85:1 - DTS/Dolby Digital/SDDS - 35 mm
- Genre : Action, aventure, fantasy, historique, guerre
- Durée : 158 minutes (version télougou), 159 minutes (version tamoul) (2 h 39)
- Dates de sorties en salles : 
  -  France : 13 septembre 2015 (L'Étrange Festival) ; 8 juin 2016 (sortie nationale)
  -  Inde : 10 juillet 2015
- Film interdit aux moins de 12 ans lors de sortie en salles en France.

## Distribution
- Prabhas Raju Uppalapati : Shivudu/Mahendra Baahubali/Amarendra Baahubali
- Rana Daggubati : Bhallaladeva/Pallvalathevan
- Anushka Shetty : la maharani Devasena
- Tamannaah Bhatia : Avanthika
- Ramya Krishnan : Sivagami
- Satyaraj : Kattappa
- Nassar : Bijjaladeva
- Rohini : Sanga
- Tanikella Bharani : Swamiji
- Adivi Sesh :  Bhadra
- Prabhakar : le roi Kalakeyas
- Sudeep : Aslaam Khan
- S. S. Rajamouli : le vendeur d'esprits
- Nora Fatehi : danseur
- Scarlett Mellish Wilson : danseuse
- Sneha Upadhyay : danseuse
- Rakesh Varre : l'ami de Bhallaladeva
- Teja Kakumanu : Sakethudu
- Bharani : Marthanda
- Adatya : Raj Guru
- Charandeep Surneni : le frère du roi Kalakeyas

## Autour du film

### Anecdotes
- La préproduction du film dure un an et est produit simultanément en quatre langues – télougou, tamoul, malayalam et hindi.
- Le film est à sa sortie le plus cher de l’histoire du cinéma indien[6],[7],[8].

### Critiques
En regard du box-office, Baahubali: The Beginning a reçu des critiques positives. Il obtient une popularité de 83 % sur Rotten Tomatoes, sur la base de 6 critiques collectées

« 2h40 de visions de cinéma complètement ahurissantes, évidentes de beauté (...) des scènes de chants et de danses aussi chastes (...) qu'extrêmement érotiques. La "parole formulée" de Baahubali est aussi une complexe évocation de la grande tragédie du pouvoir, un récit gigogne (...) d'Atrides télougous aux passions et aux pouvoirs exacerbés qui s'étripent au nom de la famille et de l'honneur. »

— Sylvestre Picard, Première, 9 juin 2016.

## Bande originale
La bande originale du film est composée par M. M. Keeravani, le cousin de S. S. Rajamouli. La supervision sonore est produite par Kalyan Koduri.

## Distinctions
| Date | Distinction                          | Catégorie                                     | Nom                                    | Résultat   |
| ---- | ------------------------------------ | --------------------------------------------- | -------------------------------------- | ---------- |
| 2015 | 24FPS International Animation Awards | Prix Movers & Shakers                         | Baahubali: The Beginning               | Lauréat    |
| 2015 | Ananda Vikatan Awards                | Meilleur acteur dans un second rôle           | Sathyaraj                              | Lauréat    |
| 2015 | Ananda Vikatan Awards                | Meilleure actrice dans un second rôle         | Ramya Krishnan                         | Lauréat    |
| 2015 | Ananda Vikatan Awards                | Meilleurs décors                              | Sabu Cyril                             | Lauréat    |
| 2015 | Ananda Vikatan Awards                | Meilleurs costumes                            | Rama Rajamouli, Prashanti Tipirineni   | Lauréat    |
| 2015 | Ananda Vikatan Awards                | Meilleur maquillage                           | Senapathi Naidu, Nalla Srinu           | Lauréat    |
| 2015 | Ananda Vikatan Awards                | Meilleurs effets spéciaux                     | V. Srinivas Mohan                      | Lauréat    |
| 2015 | IIFA Utsavam,                        | Meilleur film                                 | Arka Media Works                       | Lauréat    |
| 2015 | IIFA Utsavam,                        | Meilleur réalisateur                          | S. S. Rajamouli                        | Lauréat    |
| 2015 | IIFA Utsavam,                        | Meilleur acteur dans un second rôle           | Satyaraj                               | Lauréat    |
| 2015 | IIFA Utsavam,                        | Meilleure actrice dans un second rôle         | Ramya Krishnan                         | Lauréat    |
| 2015 | IIFA Utsavam,                        | Meilleur méchant                              | Rana Daggubati                         | Lauréat    |
| 2015 | IIFA Utsavam,                        | Meilleur chanteur de play-back                | Haricharan (pour Manohari)             | Lauréat    |
| 2015 | IIFA Utsavam,                        | Meilleure chanteuse de play-back              | Sathya Yamini (pour Mamathala Thalli)  | Lauréat    |
| 2015 | IIFA Utsavam,                        | Meilleure chanteuse de play-back              | Geetha Madhuri (pour Jeevanandi)       | Lauréat    |
| 2015 | IIFA Utsavam,                        | Meilleur acteur                               | Prabhas Raju Uppalapati                | Nomination |
| 2015 | IIFA Utsavam,                        | Meilleure actrice                             | Tamannaah Bhatia                       | Nomination |
| 2015 | IIFA Utsavam,                        | Meilleure direction musicale                  | M. M. Keeravani                        | Nomination |
| 2015 | IIFA Utsavam,                        | Meilleur parolier                             | K. Shiva Datta (pour Mamathala Thalli) | Nomination |
| 2015 | IIFA Utsavam,                        | Meilleur chanteur de play-back                | Deepu (pour Dheevara)                  | Nomination |
| 2015 | IIFA Utsavam,                        | Meilleur chanteur de play-back                | Revanth (pour Manohari)                | Nomination |
| 2015 | IIFA Utsavam,                        | Meilleure chanteuse de play-back              | Damini (pour Pachcha Bottesi)          | Nomination |
| 2015 | NDTV Gadgets Guru Awards             | Meilleurs effets spéciaux                     | Baahubali: The Beginning               | Lauréat    |
| 2016 | Asian Film Awards                    | Meilleurs effets spéciaux                     | Baahubali: The Beginning               | Nomination |
| 2016 | CineMAA Awards,                      | Meilleur film                                 | Baahubali: The Beginning               | Lauréat    |
| 2016 | CineMAA Awards,                      | Meilleur réalisateur                          | S. S. Rajamouli                        | Lauréat    |
| 2016 | CineMAA Awards,                      | Meilleure actrice dans un second rôle         | Ramya Krishnan                         | Lauréat    |
| 2016 | CineMAA Awards,                      | Meilleur direction musicale                   | M. M. Keeravani                        | Lauréat    |
| 2016 | CineMAA Awards,                      | Meilleur chanteur de play-back                | Karthik (pour Pacchabottu)             | Lauréat    |
| 2016 | CineMAA Awards,                      | Meilleure chanteuse de play-back              | Ramya Behra (pour Dheevara)            | Lauréat    |
| 2016 | CineMAA Awards,                      | Meilleur montage                              | Kotagiri Venkateswara Rao              | Lauréat    |
| 2016 | CineMAA Awards,                      | Meilleur direction artistique                 | Sabu Cyril                             | Lauréat    |
| 2016 | CineMAA Awards,                      | Meilleure performance dans un rôle de méchant | Rana Daggubati                         | Lauréat    |
| 2016 | CineMAA Awards,                      | Meilleur chorégraphie                         | Prem Rakshith                          | Lauréat    |
| 2016 | CineMAA Awards,                      | Meilleure photographie                        | K. K. Senthil Kumar                    | Lauréat    |
| 2016 | CineMAA Awards,                      | Meilleurs effets spéciaux                     | V. Srinivas Mohan                      | Lauréat    |
| 2016 | CineMAA Awards,                      | Meilleure performance de combat               | Peter Hein                             | Lauréat    |
| 2016 | FICCI BAF Awards                     | Meilleurs effets spéciaux pour un film        | Baahubali: The Beginning               | Lauréat    |
| 2016 | Filmfare South Awards                | Meilleur film                                 | Baahubali: The Beginning               | Lauréat    |
| 2016 | Filmfare South Awards                | Meilleur réalisateur                          | S. S. Rajamouli                        | Lauréat    |
| 2016 | Filmfare South Awards                | Meilleure photographie                        | K. K. Senthil Kumar                    | Lauréat    |
| 2016 | Filmfare South Awards                | Meilleure actrice dans un second rôle         | Ramya Krishnan                         | Lauréat    |
| 2016 | Filmfare South Awards                | Meilleure chanteuse de play-back              | Geetha Madhuri (pour Jeevanadhi)       | Lauréat    |
| 2016 | Filmfare South Awards                | Meilleur acteur                               | Prabhas                                | Nomination |
| 2016 | Filmfare South Awards                | Meilleure actrice                             | Tamannaah                              | Nomination |
| 2016 | Filmfare South Awards                | Meilleure direction musicale                  | M. M. Keeravani                        | Nomination |
| 2016 | Filmfare South Awards                | Meilleur acteur dans un second rôle           | Rana Daggubati                         | Nomination |
| 2016 | Filmfare South Awards                | Meilleur acteur dans un second rôle           | Sathyaraj                              | Nomination |
| 2016 | Gama Music Awards                    | Meilleur film                                 | Arka Media Works                       | Lauréat    |
| 2016 | National Film Awards,                | Meilleur film                                 | Arka Media Works                       | Lauréat    |
| 2016 | National Film Awards,                | Meilleurs effets spéciaux                     | V. Srinivas Mohan                      | Lauréat    |
| 2016 | Producer's Guild Film Awards         | Prix d'honneur du président                   | Baahubali: The Beginning               | Lauréat    |
| 2016 | Saturn Awards,                       | Meilleur film fantastique                     | Baahubali: The Beginning               | Nomination |
| 2016 | Saturn Awards,                       | Meilleure actrice dans un second rôle         | Tamannaah Bhatia                       | Nomination |
| 2016 | Saturn Awards,                       | Meilleure musique                             | M.M. Keeravani                         | Nomination |
| 2016 | Saturn Awards,                       | Meilleurs décors                              | Sabu Cyril                             | Nomination |
| 2016 | Saturn Awards,                       | Meilleurs costumes                            | Rama Rajamouli, Prashanti Tipirineni   | Nomination |
| 2016 | SIIMA Awards                         | Meilleur film                                 | Baahubali: The Beginning               | Lauréat    |
| 2016 | SIIMA Awards                         | Meilleur réalisateur                          | S. S. Rajamouli                        | Lauréat    |
| 2016 | SIIMA Awards                         | Meilleure actrice dans un second rôle         | Ramya Krishnan                         | Lauréat    |
| 2016 | SIIMA Awards                         | Meilleure chanteuse de play-back              | Satya Yamini (pour Mamathala Thalli)   | Lauréat    |
| 2016 | SIIMA Awards                         | Meilleure photographie                        | K. K. Senthil Kumar                    | Lauréat    |
| 2016 | SIIMA Awards                         | Meilleure photographie pour un film d'action  | Peter Hein                             | Lauréat    |
| 2016 | SIIMA Awards                         | Meilleure performance dans un rôle de méchant | Rana Daggubati                         | Lauréat    |
| 2016 | SIIMA Awards                         | Meilleur acteur                               | Prabhas                                | Nomination |
| 2016 | SIIMA Awards                         | Meilleur acteur dans un second rôle           | Sathyaraj                              | Nomination |
| 2016 | SIIMA Awards                         | Meilleure direction musicale                  | M. M. Keeravani                        | Nomination |
| 2016 | SIIMA Awards                         | Meilleur parolier                             | K. Shiva Datta                         | Nomination |
| 2016 | SIIMA Awards                         | Meilleur chanteur de play-back                | M. M. Keeravani (pour Nippule Swasaga) | Nomination |
| 2016 | SIIMA Awards                         | Meilleure chanteuse de play-back              | Ramya Behra (pour Dheevara)            | Nomination |